# أماني الترجمان
أماني الترجمان، سيدة أعمال مصرية ورئيس مجلس الإدارة التنفيذى لشركة ترافكو للسياحة والاستثمار وعضو اتحاد الغرف السياحية. تخرجت في كلية التجارة جامعة عين شمس، وتجيد عدة لغات على رأسها الإنجليزية والفرنسية. وتعمل في المجال السياحي منذ عام 1981 بشركة ترافكو، بدءا من منصب سكرتيرة، وتدرجت في عدة مناصب بالشركة وصولًا إلى منصب رئيس مجلس إدارة الشركة للسياحة والنقل. قامت بتكريمها مجلة أموال الغد ضمن قائمة تضم 50 سيدة يعتبرن الأكثر تأثيرًا في الاقتصاد المصري.

## دورها في اتحاد الغرف السياحية
أكدت أماني علي ضرورة أن يكون الاتحاد الذراع اليمنى للوزير في اتخاذ القرارات في الدورة الجديدة للاتحاد، حيث يكون الاتحاد هو المستشار الرسمي لوزير السياحة، يناقش معه القرارات قبل صدورها ويكون للاتحاد دور فعال وأكثر تنظيمًا من الدورة السابقة. وقد ارتأت خلال فترة تواجدها البسيطة في الدورة السابقة أن هناك أعضاء لم يعطوا أي قوة للاتحاد ولا لرئيس الاتحاد. وقد طالبت أماني الترجمان بالابتعاد عن المجاملات داخل الاتحاد وأن يعمل بقوة العمل الجماعي وأن تكون ألية العمل  في حضور المؤتمرات الدولية الكبرى في مرافقة أحد أعضاء مجلس الإدارة لرئيس الاتحاد. حيث أنها ترى جميع الأعضاء علي درجة عالية من الكفاءة والخبرة والرؤية في كل مجالات السياحة.

## ترشحها لمنصب وزيرة السياحة 2014
في 2014، التقى إبراهيم محلب رئيس الوزراء المصري آنذاك، بالمرشحة لمنصب وزيرة السياحة، أماني الترجمان، خلفًا لهشام زعزوع في التشكيل الحكومي الجديد.